# Supraviețuitorii (Star Trek: Generația următoare), sezonul 6
„Supraviețuitorii” (titlu original: „Birthright”) este al 16-lea și al 17-lea episod din al șaselea sezon al serialului TV american științifico-fantastic Star Trek: Generația următoare și al 142-lea și al 143-lea  episod în total. A avut premiera la 22 februarie 1993 (partea I) și 1 martie 1993 (partea a II-a).
Episodul a fost regizat de Winrich Kolbe (partea I)  și Dan Curry (partea a II-a) după un scenariu de Brannon Braga (partea I) și René Echevarria (partea a II-a). Invitat special este James Cromwell în rolul lui Jaglom Shrek. 

## Prezentare
Worf află pe stația Deep Space Nine că tatăl lui este încă în viață și că este ținut prizonier de către romulani. Între timp, un experiment de inginerie îi permite din întâmplare lui Data să aibă primul lui vis. 
Worf, acum prizonier, încearcă să-i învețe pe refugiații klingonieni ce înseamnă să fii un războinic adevărat. 

## Actori ocazionali
- Siddig El Fadil - Julian Bashir
- James Cromwell - Jaglom Shrek
- Cristine Rose - Gi'ral
- Jennifer Gatti - Ba'el
- Richard Herd - L'Kor
- Sterling Macer, Jr. - Toq
- Alan Scarfe - Tokath